# Ernst Kromayer

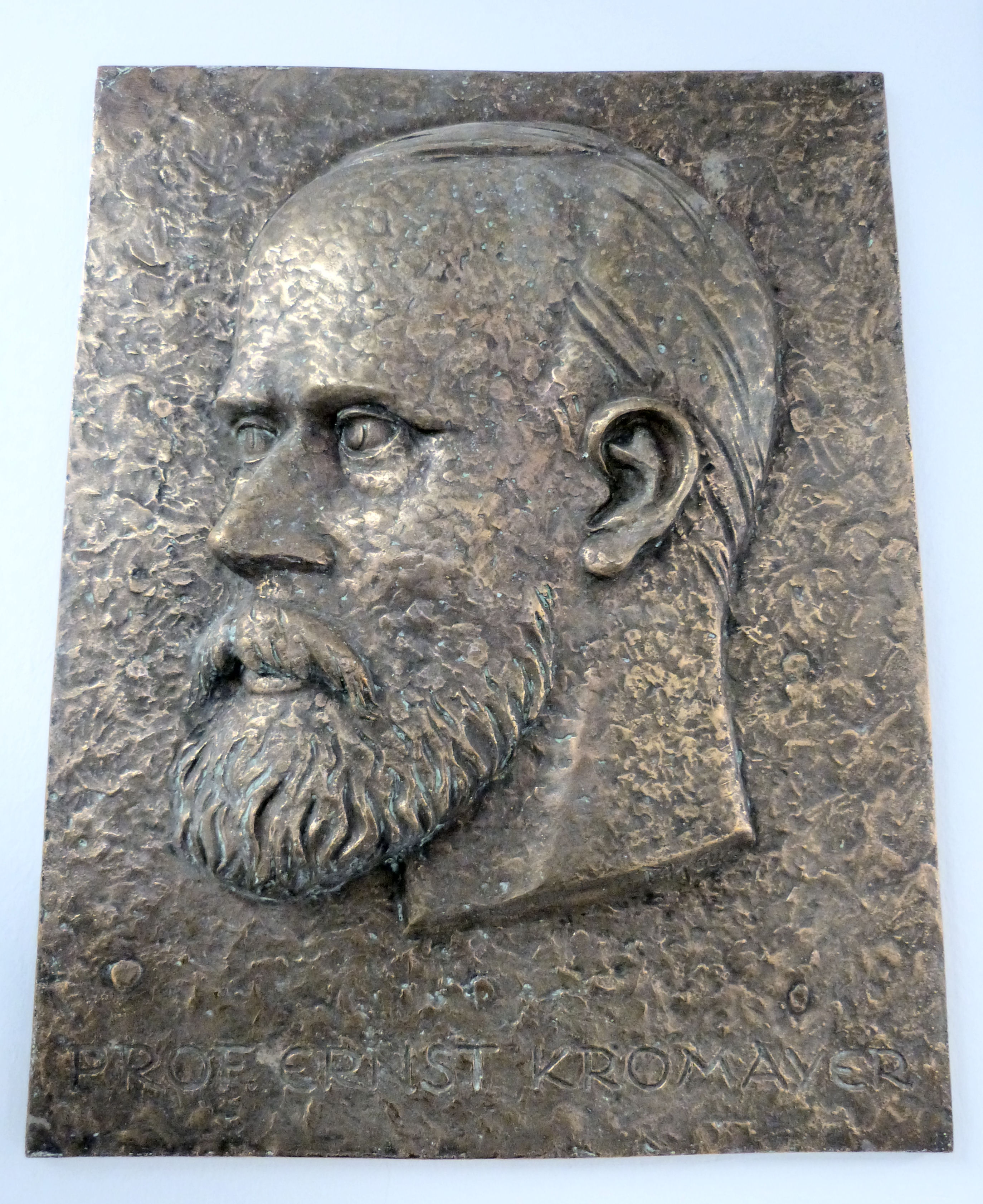
Portraittafel aus Bronze von 1962 im Universitätsklinikum Halle (Saale) zu Ehren von Ernst Kromayer geschaffen von Richard Horn.

Ernst Ludwig Franz Kromayer (* 26. September 1862 in Stralsund; † 6. Mai 1933 in Berlin) war ein deutscher Dermatologe. Kromayer war Privatdozent an der Martin-Luther-Universität in Halle, Autor zahlreicher Publikationen und Erfinder der Kromayer-Lampe.

## Leben

### Familie
Ernst Kromayer war der Sohn des Geheimen Regierungsrates Karl Kromayer (1829–1915), und dessen Frau Franziska, der Tochter des Klassischen Philologen, Lehrers und Konrektors Johannes von Gruber (1807–1875).
Sein Vater war zunächst Lehrer am Gymnasium Stralsund, später in Metz im Elsass und ab 1875 Gymnasialdirektor in Weißenburg (Wissembourg) im Elsass. Ernsts älterer Bruder war der Althistoriker Johannes Kromayer (1859–1934).

### Beruflicher Werdegang
Kromayer besuchte das Gymnasium in Metz und Weißenburg. Er fiel durch hervorragende mathematische Fähigkeiten auf und war ein leidenschaftlicher Schachspieler. 1880 bestand er in Weißenburg die Reifeprüfung und studierte zunächst Jura an der Universität Straßburg. Er wechselte das Studienfach und begann ein Medizinstudium. Als Student an der Straßburger Universität gehörte er 1880 zu den Mitbegründern der Alten Burschenschaft Germania. 1883 ging er an die Universität nach Würzburg, wo er das Physikum ablegte. In Würzburg hatte Kromayer ein Duell mit scharfen Säbeln, bei dem er verhaftet und zu sechswöchiger Festungshaft verurteilt wurde. Weitere Studien folgten an der Bonner Universität, wo er 1885 Mitglied der Burschenschaft Marchia Bonn wurde. In Bonn legte er im Dezember 1885 das Staatsexamen ab. Seine folgende Wehrpflicht leistete er als Arzt in Straßburg ab.
Kromayer ließ sich als praktischer Arzt in Busendorf in Lothringen nieder. Ab 1888 setzte er in Bonn bei Karl Koester am Pathologischen Institut seine Studien fort. In Breslau spezialisierte er sich bei Albert Neisser auf Hauterkrankungen. Er habilitierte sich 1890 als Privatdozent der Dermatologie an der Universität Halle mit der Habilitationsschrift Zur pathologischen Anatomie der Psoriasis nebst einigen Bemerkungen über den normalen Verhornungsprozeß und die Struktur der Stachelzelle – ein Beitrag über das Wesen des Ekzems. Im Wintersemester 1890 / 1891 hielt er in Halle erste Vorlesungen und eröffnete gleichzeitig eine Privatpraxis. Ab 1890 war Kromayer Mitglied im Verein der Ärzte zu Halle. Auch dort hielt er zahlreiche Vorträge, ein Vorlesungsbuch erschien 1896.
Das preußische Kultusministerium machte Kromayer den Vorschlag zur Errichtung einer Universitätspoliklinik für Hautkrankheiten. Er erhielt die Zusage eines Extraordinariats und eines Lehrauftrages, letzteres allerdings ohne Gehalt. In seinem Haus in der Poststraße (heute Hansering) richtete er daraufhin die Universitätspoliklinik für Hautkrankheiten ein. Am 1. April 1901 wurde er Titularprofessor, eine ordentliche Professur lehnte das preußische Finanzministerium ab. Kromayer fand auch in der Universität nur wenig Unterstützung. Die Universität selbst gründete eine eigene stationäre dermatologische Abteilung in der Medizinischen Klinik Halle. Seine Forderung, das poliklinische und das klinische Krankengut unter seiner Leitung zu vereinigen, wurde nicht erfüllt. Da auch seine Vorlesungen nur wenig Zulauf hatten, es fanden gleichzeitig Vorlesungen an den Universitätskliniken statt, und das preußische Kultusministerium eine Erweiterung seiner Klinik ablehnte, trat Kromayer am 30. Januar 1904 von seinem Lehramt zurück und kündigte am 1. April 1904 endgültig.
Kromayer ließ sich als Spezialist in Berlin nieder und eröffnete er eine gut besuchte Hautklinik. Als Facharzt war er auch in anderen Krankenhäusern tätig. Er führte das Lenigallol und das Eugallol in die Therapie der Hautkrankheiten ein und beschäftigte sich mit der Morphologie der Hauterscheinungen, speziell der Hautnävi. Er konstruierte die nach ihm benannte Quarzlampe zur Therapie der Hauterkrankungen, insbesondere der Schuppenflechte. Diese Kromayerlampe ließ er am 23. Oktober 1906 in den USA patentieren. Sie wurde eines der am meisten angewendeten lichttherapeutischen Instrumente in der Dermatologie.
Ernst Kromayer nahm sich am 6. Mai 1933 in Berlin, im Alter von 70 Jahren, das Leben. Er hatte eine schwere Krebserkrankung. Am 13. Mai 1933 wurde er auf dem Südwestkirchhof Stahnsdorf bestattet.

### Ehe und Nachkommen
1890 heiratete er Auguste Kayser aus Krefeld. Sie hatten zwei Töchter, Elisabeth (* 1892) und Gertrud (* 1894). Letztere wurde wie ihr Vater Dermatologin. Die Familie wanderte 1937 nach Südamerika aus.

### Ehrungen
1962 wurde, auf Antrag des damaligen Direktors der Universitätshautklinik Professor Theodor Grüneberg, die Grünstraße in Halle nach Ernst Kromayer, in Ernst-Kromayer-Straße, umbenannt. Gleichzeitig wurde an der Bibliothek der Universitätshautklinik in Halle eine Gedenktafel zu Ehren von Ernst Kromayer angebracht. Die Tafel wurde vom halleschen Künstler Richard Horn geschaffen.

## Werke (Auswahl)
- Ekzem und Ekzembehandlung. C. Kabitzsch, Leipzig (1930)
- Die Behandlung der kosmetischen Hautleiden, unter besonderer Berücksichtigung der physikalischen Heilmethoden und des narbenlosen Operationsweisen. 2 Auflagen, G. Thieme, Leipzig (1923)
- Repetitorium der Haut- und Geschlechts-Krankheiten für Studierende und Aerzte. 12 Auflagen bis 1992 mit Übersetzungen ins u. a. Russische und Ungarische, G. Fischer, Jena (1922)
- Isolierte subkutane Trachealruptur. Leipzig (1915)
- Ärztliche Kosmetik der Haut. Thieme, Leipzig (1913)
- Haarpflege. Hillger, Berlin (1913)
- Röntgen-Radium-Licht in der Dermatologie. Meusser, Berlin (1913)